# Rai 2
Rai 2（ライ・ドゥーエ）は、イタリア放送協会のテレビ主要チャンネル。1961年11月4日に放送開始。

## 主な番組
- TG2（ニュース番組）
- Xファクター
- トップ・オブ・ザ・ポップス
- LOST
- NCIS
- コールドケース
- ロー&オーダー
- Winx Club
- ソニックX
- iCarly
- 明日のナージャ
- イナズマイレブン
- プリキュアシリーズ